# 단결정
단결정은 재료 과학에서 전체 샘플의 결정 격자가 결정립 경계 없이 연속적이고 샘플 가장자리까지 깨지지 않는 재료이다. 입계와 관련된 결함이 없으면 단결정에 고유한 특성, 특히 기계적, 광학적 및 전기적 특성을 부여할 수 있으며 결정 구조 유형에 따라 이방성일 수도 있다. 이러한 속성은 일부 보석을 귀하게 만드는 것 외에도 기술 응용 분야, 특히 광학 및 전자 제품에 산업적으로 사용된다.
엔트로피 효과는 불순물, 불균일한 변형 및 전위와 같은 결정학적 결함과 같은 고체의 미세 구조에 있는 일부 결함의 존재를 선호하기 때문에 의미 있는 크기의 완벽한 단결정은 본질적으로 매우 드물다. 필요한 실험실 조건은 종종 생산 비용을 추가한다. 반면에 불완전한 단결정은 자연에서 엄청난 크기에 도달할 수 있다.
단결정의 반대는 원자 위치가 단거리 질서로만 제한되는 비정질 구조(amorphous structure)이다. 두 극단 사이에는 미결정(crystallites)으로 알려진 여러 개의 작은 결정으로 구성된 다결정(polycrystalline)과 준결정(paracrystalline) 상이 존재한다. 단결정은 일반적으로 독특한 평면과 약간의 대칭을 가지며 면 사이의 각도에 따라 이상적인 모양이 결정된다. 보석은 종종 굴절 및 반사 특성을 활용하기 위해 결정학적 평면을 따라 인위적으로 절단된 단결정이다.

## 같이 보기
- 결정화